# 蛇矛

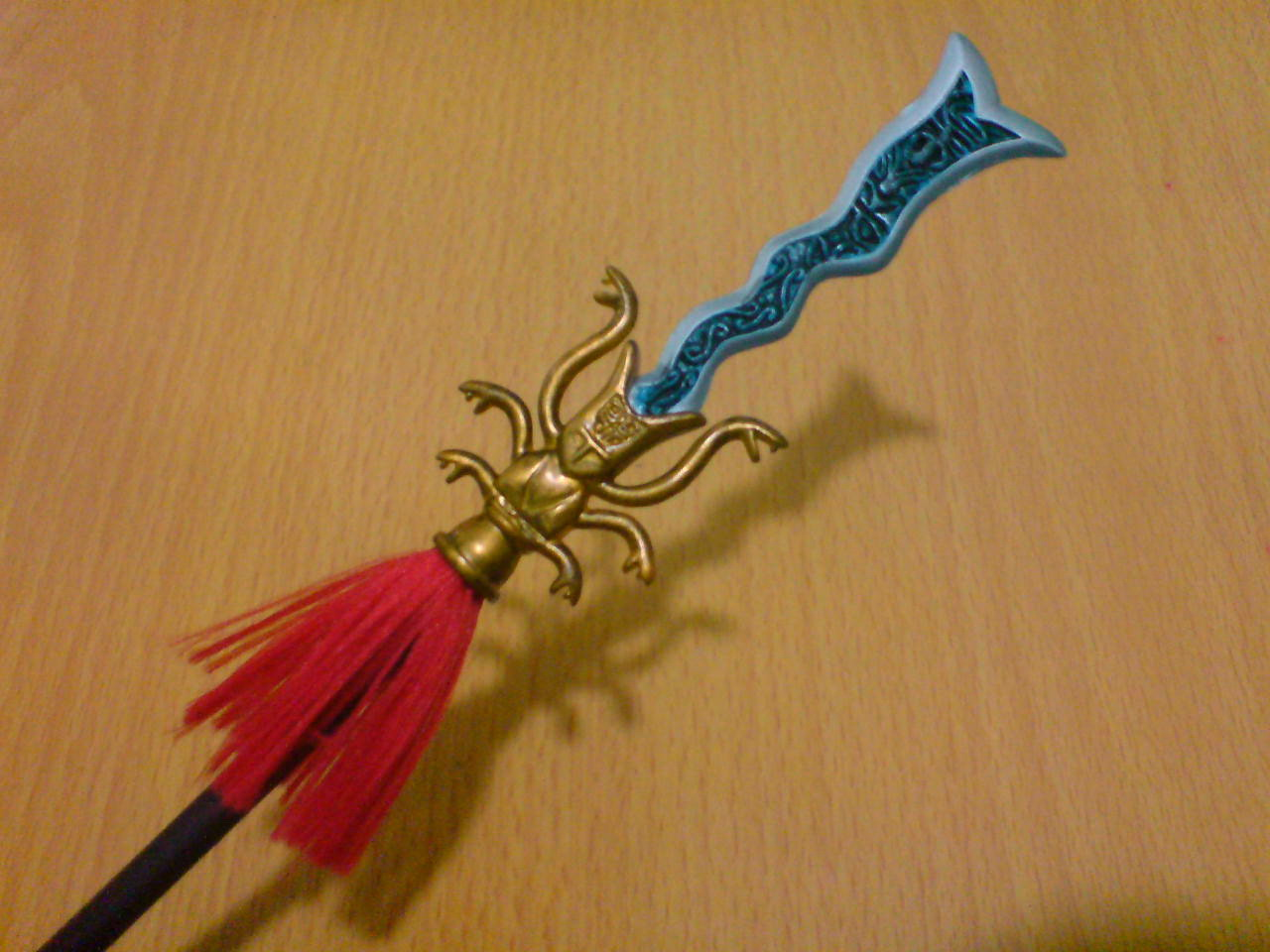
日本製のビデオゲーム「真・三國無双」に登場する蛇矛の再現模型

蛇矛（だぼう、じゃぼう）は、柄が長く、先の刃の部分が蛇のようにくねくねと曲がっているため、そう呼ばれる矛。
小説『三国志演義』の中で程普や張飛が使う武器で、劉備、関羽と義兄弟の契りを結び、義兵団を結成したとき（桃園結義）に、劉備の「雌雄一対の剣」と、関羽の「八十二斤の青龍偃月刀」と一緒に張飛がそろえさせたものだといわれている。小説『水滸伝』に登場する林冲も張飛になぞらえ、この武器を使っている。
実際にこのような武器が生まれたのは、三国時代や北宋時代よりもさらに後年の『三国志演義』や『水滸伝』が描かれた明の時代であるといわれていたが、前漢期の墳墓から類似したものが出土している。一丈八尺（約4.40m、一説には6m以上）で敵を刺したときに、傷口を広げよりダメージを大きくさせることを目的としている。
類似した形状（剣身が蛇のように曲がった剣）の武器は各国にも見られ（関連項目を参照）、蛇矛と関連して語られるものもあるが、発生時期はどれも蛇矛より古い。